# 6195 Nukariya
6195 Nukariya è un asteroide della fascia principale. Scoperto nel 1990, presenta un'orbita caratterizzata da un semiasse maggiore pari a 2,5125034 UA e da un'eccentricità di 0,1154929, inclinata di 3,36753° rispetto all'eclittica.